# Divize B 2017/2018
V soubojích 53. ročníku České divize B 2017/18 se utkalo 16 týmů dvoukolovým systémem podzim – jaro. Tento ročník odstartoval v sobotu 12. srpna 2017 úvodními čtyřmi zápasy 1. kola a skončil v sobotu 16. června 2018.

## Nové týmy v sezoně 2017/18
- Z ČFL 2016/17 nesestoupil nikdo.
- Z krajských přeborů postoupila tato mužstva: FK Arsenal Česká Lípa z Libereckého přeboru, SK Hrobce a FK Louny z Ústeckého přeboru.
- Celek Sportovní sdružení Ostrá byl přeřazen z Divize C a celek FK Motorlet Praha byl přeřazen z Divize A.

## Kluby podle přeborů
- Ústecký (4): SK Hrobce, FK Louny, FC Chomutov, FK Baník Souš.
- Liberecký (2): FC Nový Bor, FK Arsenal Česká Lípa.
- Středočeský (8): FK Neratovice-Byškovice, TJ Tatran Rakovník, SK Český Brod, SK Kladno, Sportovní sdružení Ostrá, SK Úvaly, Sokol Hostouň, TJ Slovan Velvary.
- Praha (2): FK Meteor Praha VIII, FK Motorlet Praha.

## Konečná tabulka
| Poř. | Tým                       | Z  | V  | VP | PP | P  | VG | OG  | B  |
| ---- | ------------------------- | -- | -- | -- | -- | -- | -- | --- | -- |
| 1.   | TJ Slovan Velvary         | 30 | 23 | 0  | 4  | 3  | 55 | 21  | 73 |
| 2.   | Sokol Hostouň             | 30 | 20 | 1  | 3  | 6  | 67 | 30  | 65 |
| 3.   | FK Motorlet Praha         | 30 | 18 | 3  | 2  | 7  | 56 | 32  | 62 |
| 4.   | SK Český Brod             | 30 | 17 | 2  | 3  | 8  | 64 | 42  | 58 |
| 5.   | FK Neratovice-Byškovice   | 30 | 14 | 3  | 3  | 10 | 53 | 43  | 51 |
| 6.   | SS Ostrá                  | 30 | 15 | 1  | 4  | 10 | 53 | 36  | 51 |
| 7.   | SK Úvaly                  | 30 | 12 | 6  | 2  | 10 | 48 | 43  | 50 |
| 8.   | FK Baník Souš             | 30 | 13 | 4  | 3  | 10 | 61 | 51  | 50 |
| 9.   | SK Kladno                 | 30 | 13 | 4  | 2  | 11 | 46 | 40  | 49 |
| 10.  | FC Chomutov               | 30 | 12 | 3  | 5  | 10 | 57 | 40  | 47 |
| 11.  | FK Meteor Praha VIII      | 30 | 11 | 6  | 1  | 12 | 48 | 48  | 46 |
| 12.  | TJ Tatran Rakovník        | 30 | 9  | 2  | 4  | 15 | 37 | 44  | 35 |
| 13.  | FK Louny (N)              | 30 | 8  | 4  | 1  | 17 | 47 | 54  | 33 |
| 14.  | FK Arsenal Česká Lípa (N) | 30 | 10 | 1  | 1  | 18 | 33 | 57  | 33 |
| 15.  | SK Hrobce (N)             | 30 | 2  | 1  | 1  | 26 | 22 | 106 | 9  |
| 16.  | FC Nový Bor               | 30 | 2  | 0  | 2  | 26 | 15 | 75  | 8  |

Poznámky:
- Z = Odehrané zápasy; V = Vítězství; R = Remízy; P = Prohry; VG = Vstřelené góly; OG = Obdržené góly; B = Body

|  | Postup do ČFL                                                 |
|  | Sestup do příslušného krajského přeboru                       |
|  | Přehlášení do 1.A třídy skupiny B středočeského kraje 2018/19 |